# 1016 (szám)
Az 1016 (római számmal: MXVI) egy természetes szám.

## A szám a matematikában
A tízes számrendszerbeli 1016-os a kettes számrendszerben 1111111000, a nyolcas számrendszerben 1770, a tizenhatos számrendszerben 3F8 alakban írható fel.
Az 1016 páros szám, összetett szám. Kanonikus alakja 23 · 1271, normálalakban az 1,016 · 103 szorzattal írható fel. Nyolc osztója van a természetes számok halmazán, ezek növekvő sorrendben: 1, 2, 4, 8, 127, 254, 508 és 1016.
Csillagtestszám.
Harshad-szám. A Mian–Chowla-sorozat tagja.
Egyetlen szám valódiosztó-összegeként áll elő, ez a 2026.

## Csillagászat
- 1016 Anitra kisbolygó